# 西門·丹朱克
西門·丹朱克（Simon Danczuk ，1966年10月24日—）是一位英格蘭政治人物，他的黨籍是工黨。自2010年開始，他擔任羅奇代爾選區選出的英國下議院議員。他在1980年代晚期加入工黨。